# Barnes Foundation

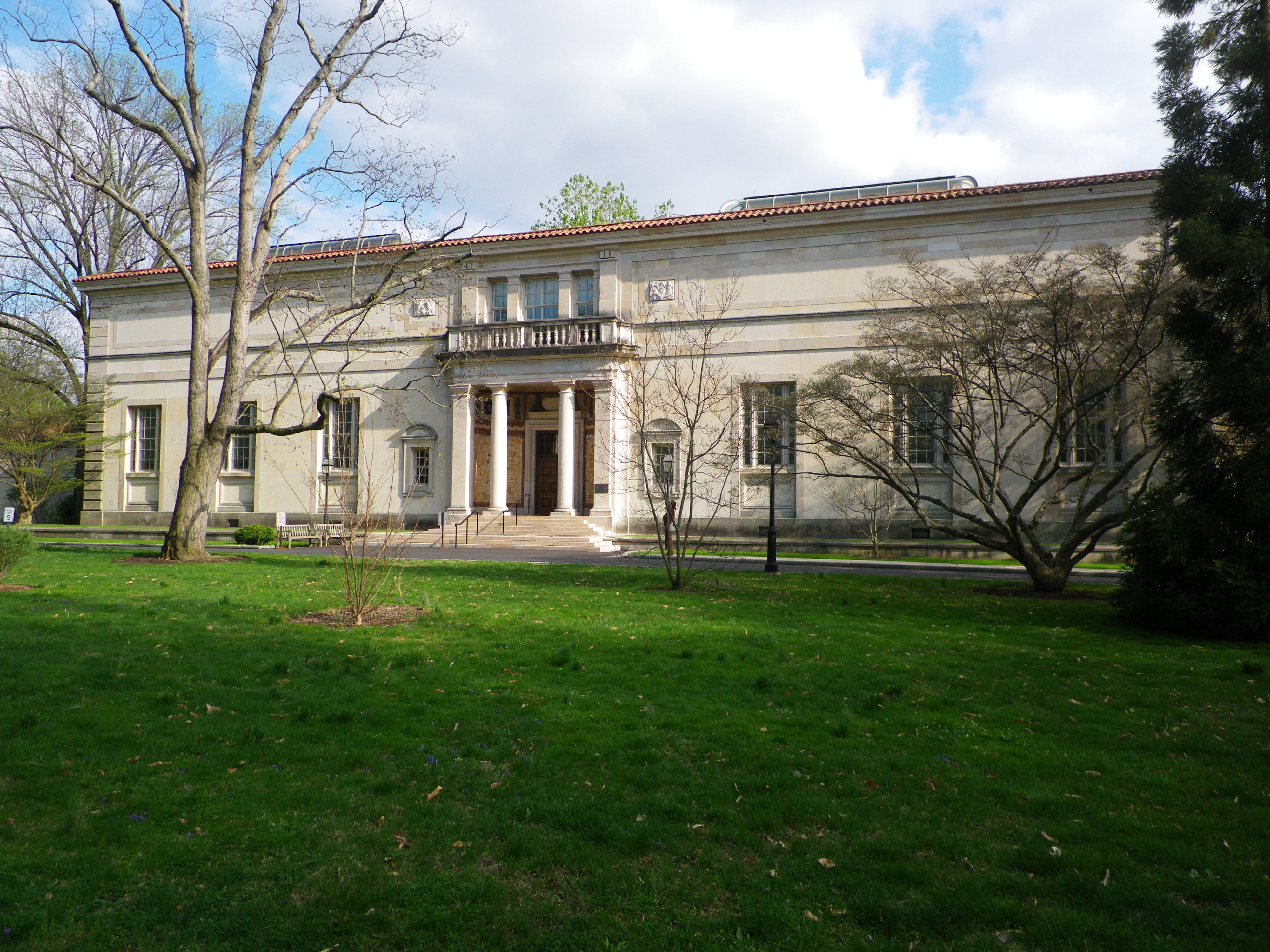
Het oude museumgebouw in Lower Merion

De Barnes Foundation is een kunstmuseum gevestigd in de Amerikaanse stad Philadelphia. De privécollectie bestaat hoofdzakelijk Franse modernistische en laat-impressionistische werken. In totaal zijn er 2500 kunstwerken, waarvan 800 schilderijen van onder anderen Renoir, Picasso, Cézanne, Matisse, Manet, Degas, Van Gogh, Gauguin, Seurat, Rousseau en Soutine.
De werken hangen op kleur en grootte. Tussen de werken hangt smeedwerk om de vormen van de schilderijen te accentueren.
Per dag mogen er maximaal 400 bezoekers toegelaten worden.
Het museum werd in 1922 opengesteld voor het publiek. De oprichter van het museum, Dr. Albert C. Barnes, was een scheikundige die zijn fortuin heeft gemaakt met het (mede) ontwikkelen van het gonorroe-medicijn Argyrol. Hij verkocht zijn bedrijf op tijd, want door de komst van antibiotica werd Argyrol overbodig.
Sinds 1922 is het gevestigd in de voorstad Merion van Philadelphia, sinds 2012 in nieuwbouw in Philadelphia zelf.